# Richard Heron Anderson
Richard Heron Anderson (Contea di Sumter, 7 ottobre 1821 – Beaufort, 26 giugno 1879) è stato un militare statunitense.
Ufficiale di carriera nell'US Army  divenne tenente generale nell'esercito degli Stati Confederati durante la guerra di secessione. Venne soprannominato "Fightin' Dick".
Nacque nella Contea di Sumter, Carolina del Sud. Nipote dell'eroe della Guerra d'indipendenza americana Richard Anderson, frequentò l'accademia militare di West Point e poi la Scuola di Cavalleria di Carlisle, Pennsylvania.
Dopo aver prestato servizio con i Dragoni nel West, combatté ancora con loro nella guerra messico-statunitense, nella quale fu nominato Tenente «per prode e meritoria condotta in combattimento». Nel dicembre 1860, quando la Carolina del Sud secedette dall'Unione, Anderson si dimise e divenne colonnello del 1º Fanteria della Carolina del Sud.
Combatté all'assedio di Fort Sumter e succedette nel comando al brigadier generale Pierre G. T. Beauregard a Charleston nel luglio 1861.
Nominato brigadier generale il 18 luglio 1861, in agosto fu inviato a Pensacola, Florida, come assistente del generale Braxton Bragg.
Nella campagna della Pennsylvania del 1862, Anderson combatté a Seven Pines, Gaines' Mill e Malvern Hill.
Promosso maggior generale nel luglio 1862, diede buona prova nei due anni successivi alla seconda battaglia di Bull Run, Antietam, Fredericksburg, Chancellorsville, Gettysburg, Spotsylvania e Cold Harbor.
Anderson fu promosso tenente generale nel maggio 1864 e fu molto ammirato dal generale Robert E. Lee.
Alla battaglia di Sayler's Creek il comando di Anderson fu disperso ed egli stesso sfuggì a malapena alla cattura. Ritornato a Richmond, non vi era un comando commisurato al suo grado, così egli fu sollevato come soprannumerario il giorno prima della resa del generale Lee.
Anderson visse gli anni del dopoguerra in povertà e morì a Beaufort, Carolina del Sud, il 26 giugno 1879.